# Cyréo
Cyréo est une coopérative à finalité sociale crée en 2015. Elle est principalement active dans la réparation de petit électro et l'entretiens dans les cimetières.

## Histoire et Développement
L'idée de base étant de promouvoir une économie circulaire, visée vers la réutilisation plutôt que la sur-consommation. Le constat fait à l'époque est qu'il n'existait aucune entreprise active dans le recyclage de petit électro en Wallonie (quelques initiatives existaient en Flandre). Les petits électros n'étaient donc jamais revalorisés ce qui engrange un grand gaspillage de ressources. L'idée était donc de commencer à combler ce trou pour montrer que c'était possible et ainsi encourager d'autres initiatives.
De plus, dès le départ Cyréo à aussi eu une vocation sociale, en devenant une entreprise d’insertion socio-professionnelle. C'est à dire qu'elle travaille en collaborations avec les CPAS pour accueillir au-sein de ça structure des personnes qui ont été éloignée pendant longtemps du marché du travail. Ces personnes sont sous contrats avec le CPAS et sont accueillis chez Cyréo pour une durée de un à deux ans. Cyréo s'engage alors à permettre de retrouver l'envie et le cadre nécessaire dans le monde du travail, afin de permettre in-fine aux bénéficiaires de réintégrer le marché de l'emploi.

## Filières
Rapidement, Cyréo a développé plusieurs autres filières que la réparation de petit électro, car cette activité de se suffisait pas à elle même pour être rentable.
Actuellement Cyréo compte quatre filières:
1. La réparation de petit électro[5]
2. L'entretien dans les cimetières
3. L'entretien de conduites de gaz pour le compte de l'inter-communale Fluxys.
4. La fabrication de différents produits à partir de bâche publicitaire recyclées.

## Collaborations
Cyréo est membre de la Fédération des entreprises sociales et circulaires Ressources.
Cyréo travaille avec plusieurs ressourceries pour la vente des petits électros réparés dont la Ressourcerie du Val de Sambre. Elle est aussi présente une fois par mois au Repair café de Louvain-la-Neuve.
Cyréo fait partie du projet européen Sharepair,.

## Récompenses
En 2018, Cyréo a été lauréate du prix du développement durable de la Province de Namur,.
En 2024, Cyréo a reçu le prix Sustainability Pioneer décerné par la Fédération des Entreprises Belges (FEB) et Time4Society.